# Colonia Le Barón
Colonia Le Barón es una población del estado mexicano de Chihuahua, y se encuentra al noroeste del estado, en el municipio de Galeana.

## Localización y demografía
Le Barón se localiza en la zona del noroeste del estado de Chihuahua, donde se encuentra la ciudad de Nuevo Casas Grandes y de Colonia Juárez y Colonia Dublán, se encuentra a 13 kilómetros al sur de la cabecera municipal, Galeana, y a 21 kilómetros al norte de la población de San Buenaventura, siendo su principal vía de comunicación la Carretera Federal 10; sus coordenadas geográficas son 30°00′45″N 107°34′03″O / 30.01250, -107.56750 y se encuentra a una altitud de 1,480 metros sobre el nivel del mar. De acuerdo a los resultados del Censo de Población y Vivienda de 2020 realizado por el Instituto Nacional de Estadística y Geográfia, la población total de Le Barón es 2 353 habitantes, de los cuales 1 122 son hombres y 1 231 son mujeres.

## Historia y actualidad
Le Barón fue fundada como comunidad por un grupo  encabezadas por Alma Dayer LeBaron, Sr. alrededor de 1924 y con miembros de su numerosa familia, LeBaron era miembro de una rama fundamentalista de los mormones que se había separado de dicha organización al negarse a abandonar la poligamia, en consecuencia a ello se dio su emigración a México, dos de los hijos de Alma LeBaron Sr, Joel LeBaron y Ervil LeBaron fundaron en 1955 la Iglesia del Primogénito de la Plenitud de los Tiempos, cuya principal sede se estableció en Colonia Le Barón; pronto la iglesia se escindió entre los dos hermanos y Ervil LeBaron ordenó el asesinato de su hermano Joel, por lo que fue convicto tanto en México como en Estados Unidos, así como otros miembros de dicha iglesia y otras que surgieron de ella; en la actualidad subsisten comunidades de este tipo en la colonia, que son comúnmente denominadas como Lebarones.
En 2009, la comunidad de Le Barón ha recibido atención nacional en México debido a una serie de hechos que ocurrieron en torno a sus pobladores en el contexto de los graves problemas de inseguridad y combate al crimen organizado de la Guerra contra el narcotráfico en México y que tienen lugar especialmente en la región noroeste del estado de Chihuahua; el 2 de mayo fue secuestrado Erick Le Barón, de 17 años, miembro de la familia que le dio nombre al poblado y por su liberación se exigió la cantidad de US$ 1,000,000.00, ante el hecho, la comunidad completa anunció públicamente su decisión de no pagar el rescate exigido y por el contrario buscar la liberación del joven, que finalmente fue liberado por sus captores el 10 de mayo sin haberse realizado pago alguno. Durante todo este evento, la comunidad se manifestó públicamente, tanto en la capital del estado, Chihuahua, como en medios nacionales e internacionales contra la creciente inseguridad vivida en la región, manteniendo su recurso de negarse a entregar posibles rescates a plagiarios.
El 6 de julio de 2009 fueron secuestrados y posteriormente asesinados Benjamín Le Barón —hermano de Erick, el anterior plagiado — y Luis Widmar Stubbs, otro miembro de la comunidad, por desconocidos que dejaron una manta frente a sus domicilios donde especifican que el asesinato era una represalía por su activismo en contra de la inseguridad.